# Acronicta columboides
Acronicta columboides là một loài bướm đêm trong họ Noctuidae.